# A Traitor Like Judas
A Traitor Like Judas is een Duitse metalcoreband uit Braunschweig. De band is opgericht onder de naam Parker Frisbee in 2000, na het uiteenvallen van de bands Mingle en In Memory Of. De band stond onder andere in het voorprogramma van Caliban, As I Lay Dying en Walls of Jericho. Ook in Nederland heeft de band enkele optredens gegeven, waaronder op Jera On Air in 2018
Op 21 januari 2018 kondigde de band hun afscheidstour aan. Het laatste concert vond plaats op 15 december 2018 in Braunschweig.

## Discografie

### Albums
- 2003 : ...Too Desperate to Breathe In...
- 2004 : Ten Angry Men ( samen met de band Under Siege )
- 2006 : Nightmare Inc.
- 2010 : Endtimes
- 2011 : Lifetimes ( samen met de band Maintain )
- 2013 : Guerilla Heart

### Ep's
- 2002 : Poems for a Dead Man
- 2016 : Guerilla Homefires ( samen met de band Light Your Anchor )